# سور الصين العظيم

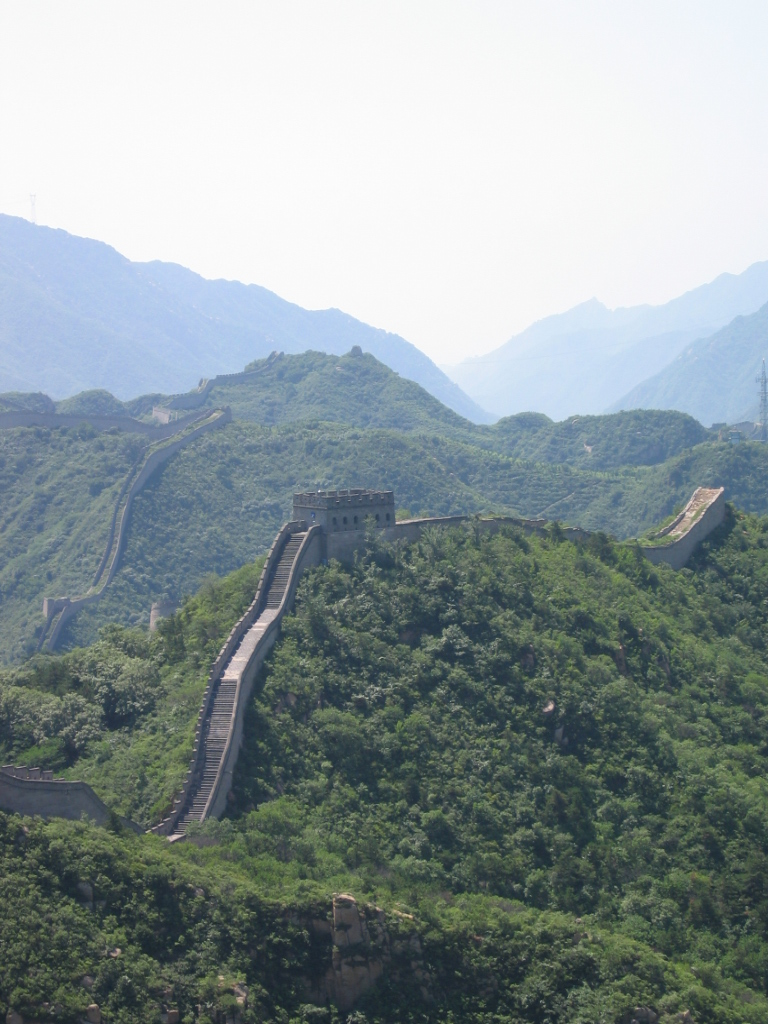
سور الصين العظيم.

سور الصين العظيم (بالصينية: 万里长城) هو سور يمتد على الحدود الشمالية والشمالية الغربية للصين (جمهورية الصين الشعبية)، من تشنهوانغتاو على خليج بحر بوهاي (النهرالأصفر) في الشرق إلى منطقة غاوتاي في مقاطعة قانسو في الغرب. بني سور آخر إلى الجنوب، وامتد من منطقة بكين إلى هاندن. وطول سور الصين العظيم حوالي 21,196.18 كـم (13,170.70 ميل)، وسور الصين العظيم هو أحد أهم مواقع التراث العالمي واختير واحدا من عجائب الدنيا السبع الجديدة في العالم في استطلاع للرأي الدولي عام 2007. أصبح سور الصين العظيم من أهم الأشياء التي لابد من رؤيتها بالنسبة للزوار والسائحين. حيث يتوافد إليه الناس من جميع أنحاء العالم كل عام.
ويعتبر سور الصين العظيم مشروعا دفاعيا عسكريا قديما بارزا ونادرا في التاريخ المعماري البشري. إنه رمز للأمة الصينية، ولم يظهر ذكاء أسلاف الصينيين فحسب، بل يجسد جهدا بذلوا فيه العرق والدماء. ويشتهر في العالم بتاريخه العريق وضخامة تحصيناته وعظمته وقوته. بدأ بناء سور الصين العظيم خلال عهد الربيع والخريف وعهد الممالك المتحاربة قبل أكثر من 2000 عام.
إن سور الصين العظيم هو مشروع دفاعي متكامل يتكون من الحيطان الدفاعية وأبراج المراقبة والممرات الاستراتيجية وثكنات الجنود وأبراج الإنذار وغيرها من المنشآت الدفاعية. ويسيطر على هذا المشروع الدفاعي نظام قيادي عسكري متكامل يتكون من مستويات مختلفة. فلنأخذ سور الصين في أسرة مينغ الملكية كمثال، كان هذا السور الذي يبدأ من نهر يالوه شرقا وينتهي عند ممر جيا يو قوان غربا، ينقسم إلى تسع مناطق إدارية عسكرية، ولكل منطقة رئيس تنفيذي لإدارتها بصورة منفصلة ومسؤول عن إصلاح السور داخل المنطقة وترميمه وهو مسؤول أيضا عن الشؤون الدفاعية في المنطقة أو مساعدة المناطق العسكرية المجاورة على شؤونها الدفاعية وفقا لأمر وزارة الدفاع الوطنية. وكان عدد الجنود المرابطين على خط السور في عهد أسرة مينغ الملكية بلغ حوالي مليون جندي.
يمر سور الصين العظيم بتضاريس جغرافية مختلفة ومعقدة، حيث يعبر الجبال والأجرف ويخترق الصحراء ويجتاز المروج ويقطع الأنهار. لذلك إن الهياكل المعمارية للسور مختلفة وغريبة أيضا إذ بني السور في المناطق الصحراوية بمواد مكونة من الأحجار المحلية ونوع خاص من الصفصاف نظرا لشح الصخور والطوب. أما في مناطق هضبة التراب الأصفر شمال غربي الصين، فبني السور بالتراب المدكوك أو الطوب غير المحروق، لكنه متين وقوي لا يقل عن متانة السور المبني بالصخور والآجر. وبني السور في عهد أسرة مينغ الملكية غالبا من الطوب أو الصخور أو بخليط من الطوب والصخور. وتوجد قناة يصرف المياه على قمة السور لأجل صرف مياه الأمطار تلقائيا وحماية السور.
وبالإضافة إلى دوره العسكري، أثر سور الصين العظيم على التنمية الاقتصادية الصينية أيضا. إن اتجاه سور الصين متطابق تقريبا مع الخط الفاصل بين المناخ شبه الرطب والمناخ الجاف في الصين، وأصبح في الواقع فاصلا بين المناطق الزراعية والمناطق البدوية.

## التاريخ
شيدت وبنيت أولى الأجزاء من السور أثناء عهد حكام تركيو صبحيو تشانغو، كان البناء الجديد يسمح لهم بحماية مملكتهم من هجمات الشعوب الشمالية (المغول والترك)، وقد قام أحد حكام أسرة تشين، وهو تشين شي هوانغ ببناء أغلب أجزاء السور، وقد كان هو أيضا يخشى الحملات التي كانت تشن من قبل قبائل بدوية من الشعوب الشمالية.
بعد توحيد الصين من قبل تشين شي هوانغ عام (221 ق.م) تسارعت وتيرة بناء السور، انتهت الأعمال عام (204 ق.م)، بعد أن شارك فيها أكثر من 300,000 شخص، واصلت أسرة «هان» (202 ق.م)، ثم «سوي» (589 - 618 م) أعمال البناء. ساهمت أسرة «منغ» (1368 - 1644 م) في مد السور وتدعيمه، كما تم استبدال الأجزاء التي بنيت بالطين، ببناءات من الطوب. بلغ البناء طوله النهائي (6,700 كم) وامتد بموازاة الأنهار المجاورة وتشكلت انحناءاته مع تضاريس الجبال والتلال التي يجتازها. أضيف سور الصين العظيم إلى قائمة التراث العالمي التي حددتها اليونسكو عام 1987.

## معرض صور

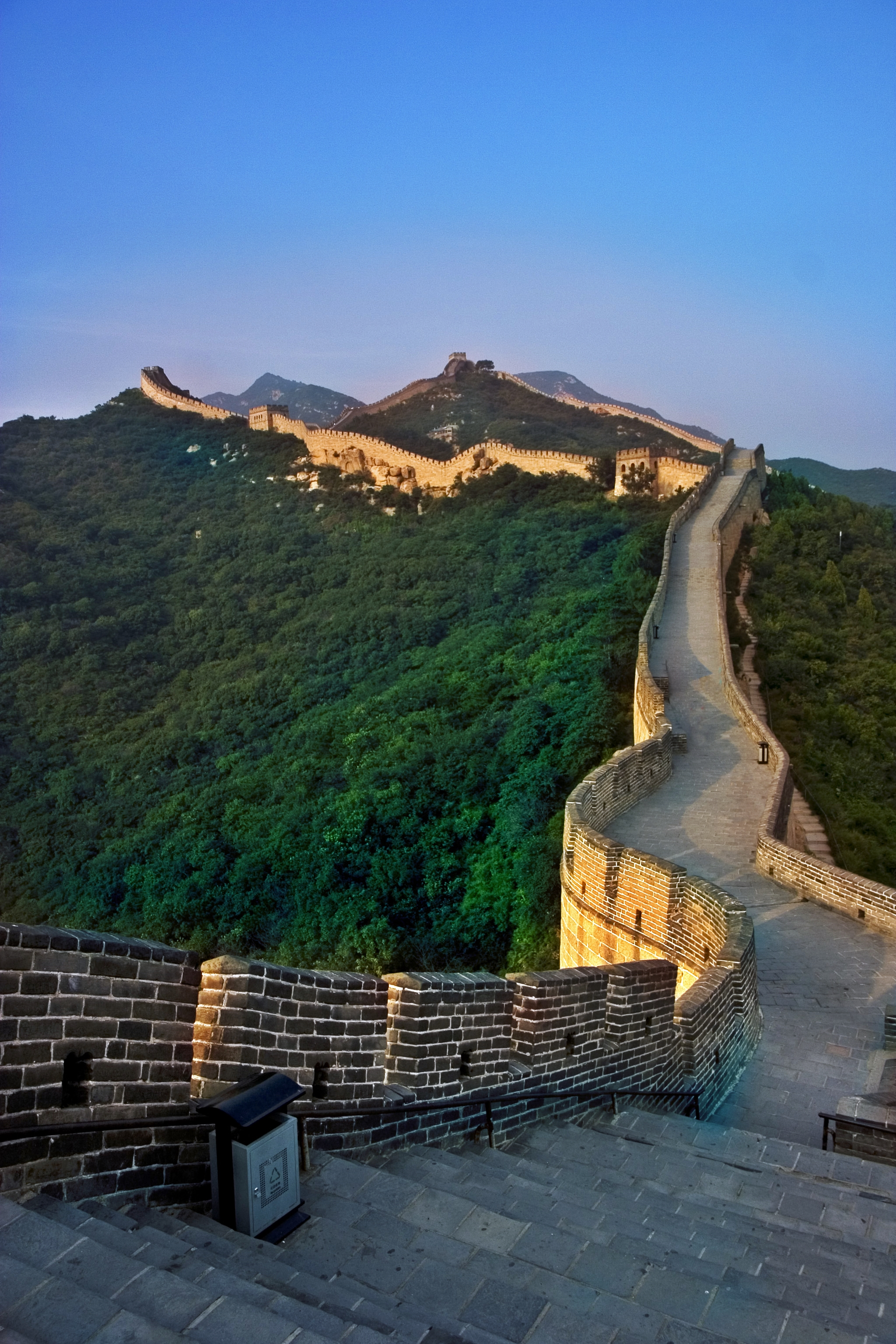
سور الصين العظيم قسم بادالينغ
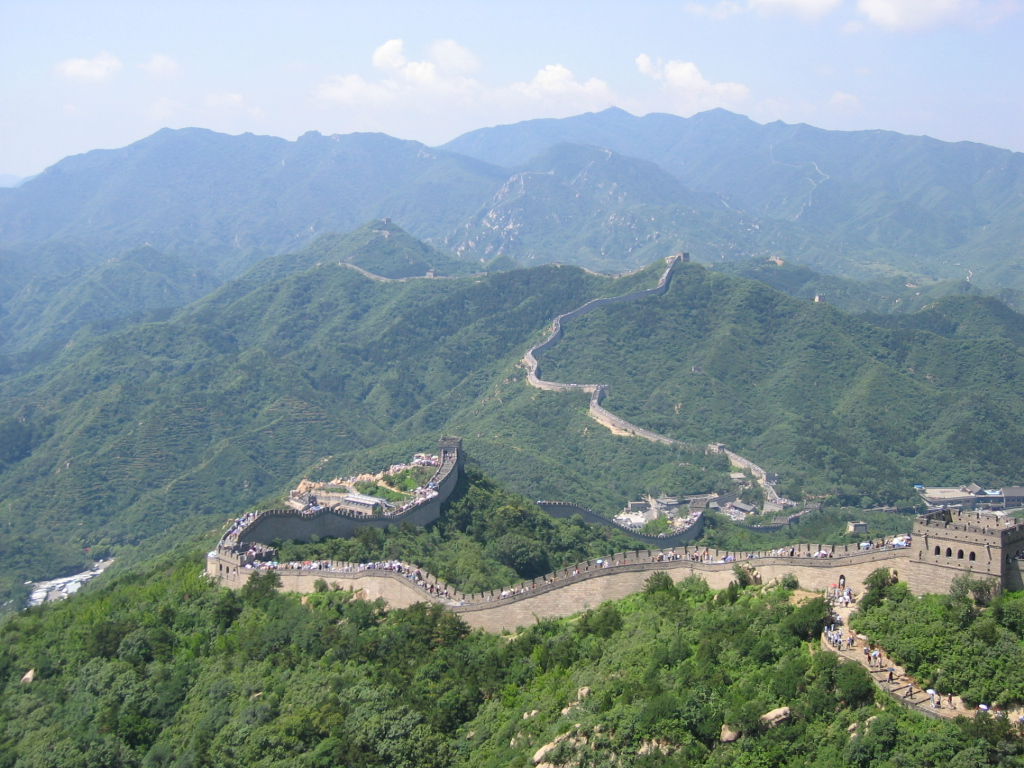
منظر لسور الصين العظيم
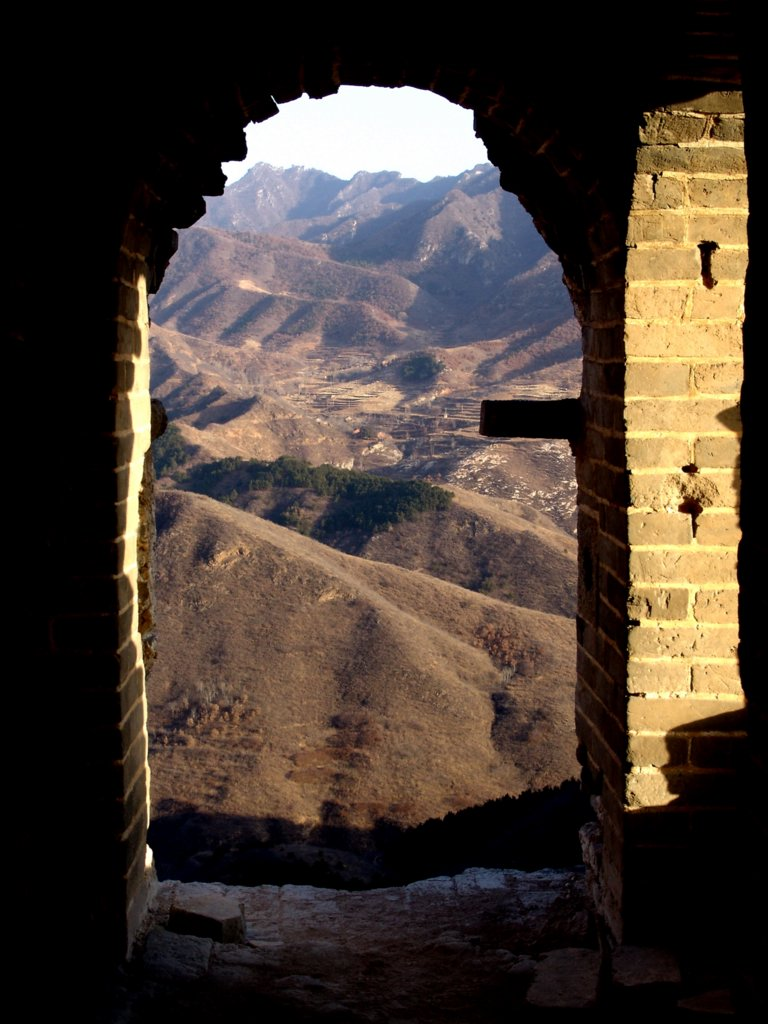
داخل أحد أبراج المراقبة
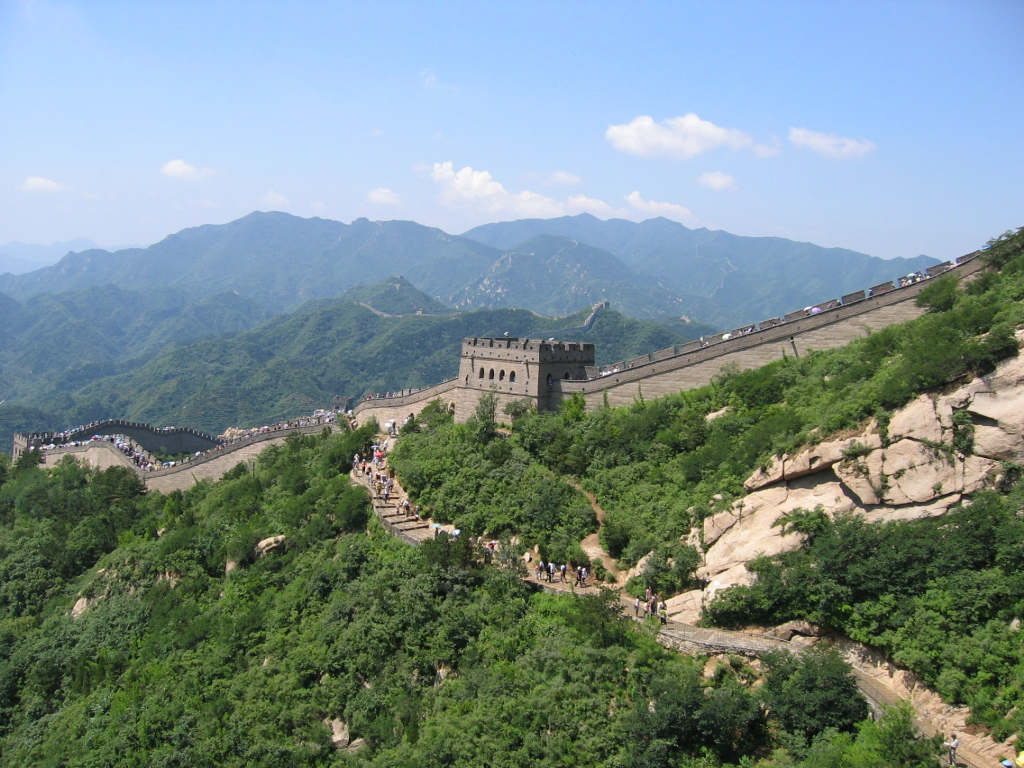
منظر لسور الصين العظيم
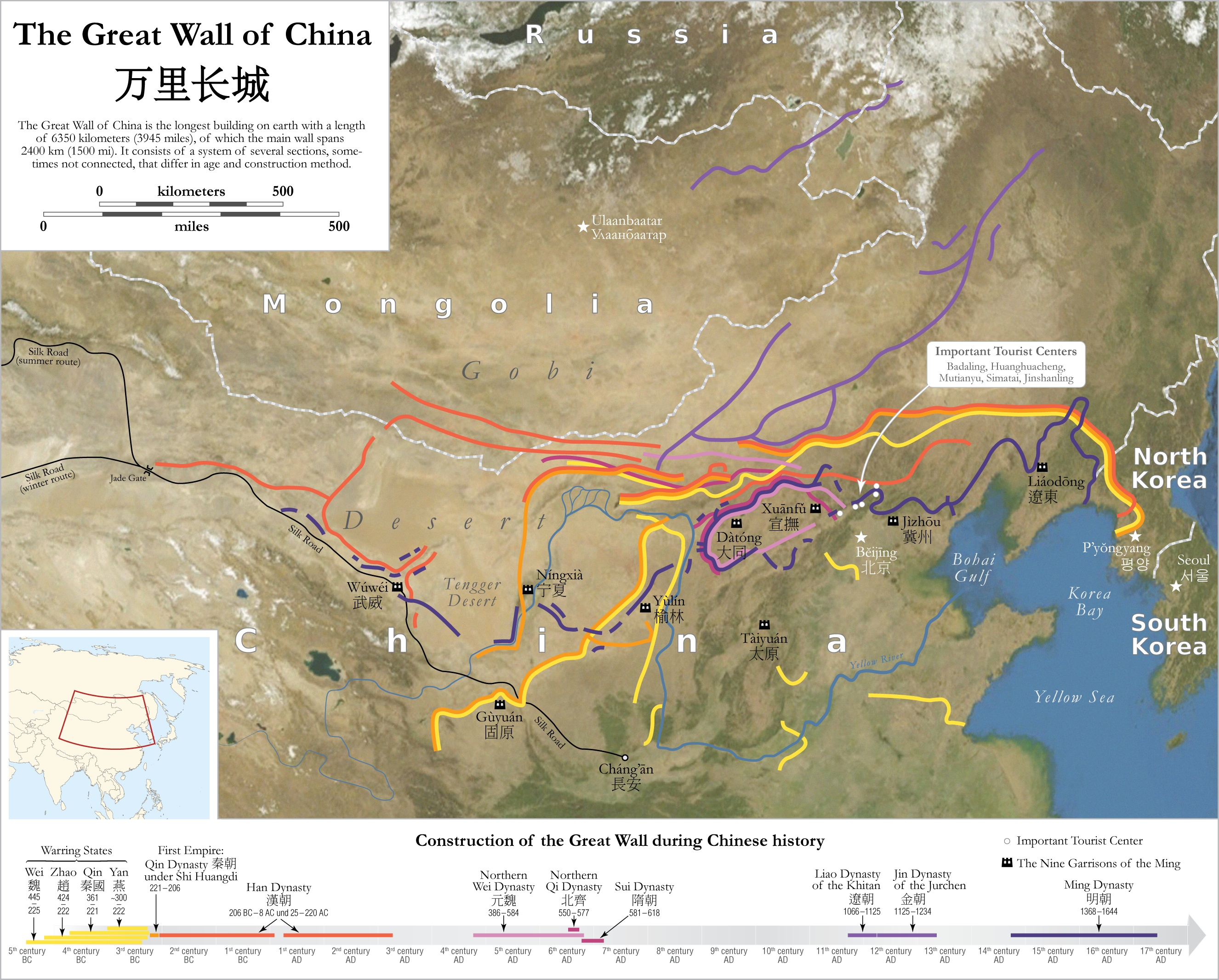
خريطة سور الصين العظيم

## البناء

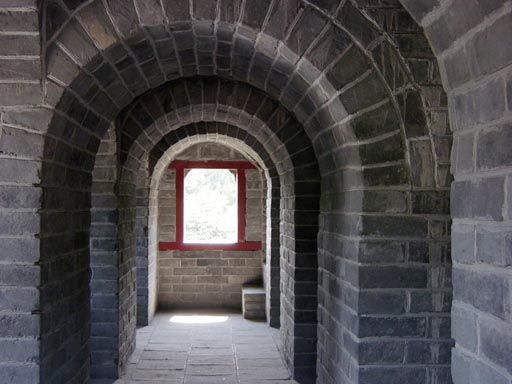
داخل أحد أبراج المراقبة (سور الصين العظيم).

تم بناء السور من الطين والحجارة، غطي جانبه الشرقي بالطوب. يبلغ عرضه 4.6 متر إلى 9.1 متراً في قاعدته (بمعدل 6 أمتار)، يصبح ضيقاً في أعلاه (3.7م). يتراوح ارتفاعه بين 3 و8 أمتار. وضعت أبراج للحراسة يبلغ طولها الإجمالي 12 متراً كل 200 متر تقريباً. تعتبر الجهة الشرقية من السور والتي تمتد على بضعة مئات من الكيلومترات أحسن الأجزاء المحفوظة، بينما لم تتبق من الأجزاء الأخرى غير آثار بسيطة.
رغم كل الجهود التي بذلها الحكام الصينيون لإنهاء بناءه، لم يقم السور بمهمته المطلوبة في الدفاع عن البلاد ضد هجمات الشعوب البدوية (البرابرة). وحدها الغزوات التي قام بها أباطرة ملوك «تشينغ»، والذين كانوا ينحدرون بدورهم من أحد هذه الشعوب، سمحت للبلاد بالتخلص من هذه التهديدات.